# Vila Xurupita Futebol Clube
O Vila Xurupita Futebol Clube é um time de futebol fictício das histórias em quadrinhos Disney gerido pelo personagem Zé Carioca, onde jogam seus amigos, além dele próprio. Suas cores são rosa e branco (diz-se que teriam sido escolhidas estas cores para não combinar com time nenhum do Brasil). Ainda existem rumores diversos sobre o time, como o que reza que os "causos" ocorridos com a equipe não seriam inventados, mas sim baseados nos acontecimentos do futebol amador onde roteiristas, desenhistas e todos aqueles envolvidos com o Zé jogavam bola.

## Histórico
A Turma do Zé Carioca integrou um time de futebol pela primeira vez em Zé Carioca #479, desenhada por Jorge Kato e publicada em 1961, quando o time, chamado  de "Seresteiros da Tijuca" enfrenta um time rival cujo goleiro era Gastão, o primo sortudo do Pato Donald. Anos mais tarde, o time passa a ser conhecido como Brejeiros da Tijuca. O nome atual Vila Xurupita Futebol Clube foi usado no tempo em que eram publicadas as histórias produzidas pela dupla Ivan Saidenberg e Renato Canini nos anos 70, a escola de samba integrada pela turma chama-se Unidos de Vila Xurpita.

## Rivalidade
Não existe um arqui-rival definido para a Vila. No entanto, sempre existe forte rivalidade quando o time da Vila enfrenta uma equipe gerida pelo rival do Zé Carioca, o Zé Galo denominada Arranca-Toco, uma vila vizinha (pois a Vila Xurupita é uma favela entre muitas outras) ou um time que conte com cobradores do Zé, onde sempre existe um esquema montado por eles para pegar o papagaio ao final do jogo e cobrar suas dívidas.

## Títulos
Isto é muito relativo. Varia de acordo com a historia; enquanto algumas não deixam este dado explícito, outras alegam que o time é fracassado e nunca ganhou uma taça; outras mostram a equipe vencendo um campeonato e por aí vai. Uma coisa é certa: volta e meia, aparece uma história contando uma glória da Vila (vencendo um campeonato, geralmente entre vilas, como a Copa do Morro), embora nunca nada seja oficializado noutras histórias. Já apareceu nos quadrinhos até mesmo um título carioca, onde o Pedrão teria ganho na loteria - e o Zé investido tudo no time.